# 1996년 해태 타이거즈 시즌
1996년 해태 타이거즈 시즌은 해태 타이거즈가 KBO 리그에 참가한 15번째 시즌으로 김응용 감독이 팀을 이끈 14번째 시즌이다. 팀은 정규 시즌 1위를 기록하며 한국시리즈에 직행했다. 다만 시즌 초반 부진했던 탓에 승률 0.587로 역대 정규 시즌 1위 팀 최저 승률 3위를 기록했다. 한국시리즈에서는 현대 유니콘스를 4승 2패로 꺾고 창단 8번째 한국시리즈 우승을 달성했다.
한편, 1992년 고졸 1차지명 선수 박재홍을 현대에 넘겨주는 대신 박재홍 보상선수로 현대에서 데려온 최상덕이 팔꿈치 부상 탓인지 2패만 기록한 채 9월부터 미국에서 재활훈련을 받았고 이로 인해 이대진 이강철이 김응용 감독에 의해 전천후(이대진-16승(9구원승) 8패 3세이브 이강철 - 10승(2구원승) 9패 1세이브)로 굴려지기도 했다.

## 코치
- 유남호, 김종모, 김성한, 정현발, 장채근, 이상윤, 김일권

## 타이틀
- 영구결번 지정: 선동열 (18)
- KBO 골든글러브: 이종범 (유격수), 홍현우 (3루수), 박재용 (지명타자)
- KBO 골든포토상: 이종범
- 매직글러브: 김종국 (2루수), 이종범 (유격수), 이순철 (중견수)
- 올스타 선발: 이종범 (유격수), 홍현우 (3루수)
- 올스타전 추천선수: 조계현, 이강철, 김종국
- 한국시리즈 MVP: 이강철
- 컴투스프로야구 레전드 카드: 홍현우
- 컴투스프로야구 KBO 베스트 라인업: 조계현 (중계투수)
- 컴투스프로야구 KIA 타이거즈 베스트 라인업: 조계현 (4선발), 이대진 (중계투수)
- 컴투스프로야구 90년대 올스타: 이대진 (선발투수), 홍현우 (3루수)
- 컴투스프로야구 90년대 해태 타이거즈 라인업: 이대진 (선발투수), 김상진 (선발투수)
- 컴투스프로야구 가을의 전설 라인업: 이강철 (선발투수)
- WAR: 이종범 (9.94)
- 출장(타자): 홍현우, 김종국 (126)
- 득점: 이종범 (94)
- 도루: 이종범 (57)
- 볼넷: 홍현우 (97)
- 출루율: 홍현우 (0.453)
- 투수 WAR: 조계현 (7.05)
- 완투: 조계현 (11)

### 퓨처스리그
- 세이브: 강대성 (7)
- 남부리그 평균자책점: 최향남 (1.84)
- 남부리그 홈런: 최희창 (5)

## 선수단
- 선발투수 : 조계현, 이강철, 이대진, 김상진, 이원식, 최상덕
- 구원투수 : 임창용, 강태원, 이재만, 송유석, 최향남, 박철웅, 김봉영
- 마무리투수 : 김정수, 이용훈
- 포수 : 정회열, 박병호, 권오성, 최해식, 황성기
- 1루수 : 최철민, 이호준, 장성호
- 2루수 : 김종국, 양회열, 이경복
- 유격수 : 이종범, 김태룡
- 3루수 : 홍현우, 안상준, 이민호
- 좌익수 : 박재벌, 동봉철
- 중견수 : 이순철, 김병조
- 우익수 : 이호성, 김재덕
- 지명타자 : 박재용, 김훈, 최희창, 우승진, 이병훈, 김경하, 송인호, 구한성, 이건열

## 여담
- 시즌 시작 전 주니치 드래곤즈로 이적한 선동열의 등번호 18번을 KBO 리그 3번째로 영구결번으로 지정했다. 이로써 선동열은 KBO 리그 사상 최초로 영구결번 지정구단 이외의 구단에서 뛴 영구결번 선수가 되었다.
- 이 시즌은 KBO 리그 사상 7번째로 규정 타석을 채운 야수 전원이 WAR 양수를 기록한 시즌이다. 그 중 가장 WAR이 낮았던 이순철은 WAR 0.60을 기록했다.
- 장성호는 이 시즌 1군에 데뷔하여 KBO 리그 역대 1군 출전 선수 중 첫 호남대학교 출신 타자가 되었다. 앞서 1994년 같은 호남대학교 출신인 이호준이 먼저 1군 데뷔를 했지만 이호준은 당시 투수였고, 타자 데뷔는 장성호보다 늦었다.
- 김상진은 이 시즌 쌍방울 레이더스와의 경기에서 고의4구 4개를 허용하여 단일 시즌 쌍방울 레이더스와의 경기에서 최다 고의4구를 허용한 선수가 되었다.
- 동봉철은 포스트시즌에서 3루타 2개를 쳐 KBO 리그 역대 단일 포스트시즌 최다 3루타 기록을 세웠다.
- 이강철은 KBO 포스트시즌 사상 최초로 통산 10사구를 허용한 투수가 되었다.